# Collazzone
Collazzone é uma comuna italiana da região da Umbria, província de Perugia, com cerca de 2.937 habitantes. Estende-se por uma área de 55 km², tendo uma densidade populacional de 53 hab/km². Faz fronteira com Bettona, Deruta, Fratta Todina, Gualdo Cattaneo, Marsciano, Todi.

## Demografia
| Variação demográfica do município entre 1861 e 2011                               |
|                                                                                   |
| Fonte: Istituto Nazionale di Statistica (ISTAT) - Elaboração gráfica da Wikipedia |